# 铁苋菜亚科
鐵莧菜亞科（学名：Acalyphoideae）属真双子叶植物金虎尾目中的一个亞科，有160属大约2,000种。